# Зиґмунд Френкель
Зигмунд Герцберг-Френкель (нім. Sigmund Herzberg-Fränkel) *07.03.1857-†19.09.1913 — австрійський історик та журналіст, ректор Чернівецького університету (1905–1906).

## Біографія
Народився 7 березня 1857 року у місті Броди що на Галичині, у сім'ї австрійського письменника і журналіста Лео Френкеля. Вищу освіту здобував, студіюючи юриспруденцію у Віденському університеті, а потім — історію у навчальних закладах міст Лейпциґа та Берліна.

Отримавши диплом доктора філософії у Віденському університеті у 1880 році, продовжив історичні пошуки та дослідження при Інституті австрійської історії.
У липні 1887 р. Зиґмунд Френкель обійняв посаду приват-доцента історії середньовіччя Чернівецького університету. У листопаді 1895 р. призначений професором загальної історії університету.
Водночас, протягом 1887–1899 був дописувачем та оглядачем «Віденської газети» («Wiener Zeitung»).
У 1905–1906 р.р. був ректором Чернівецького університету.
Водночас, за посадою (як ректор) був послом Буковинського крайового сейму (Х скликання).
Помер 19 вересня 1913 року у Відні.